# Кесаревна Отрада между славой и смертью
Кесаревна Отрада между славой и смертью — фантастический роман Андрея Лазарчука. Согласно авторскому определению, представляет собой «смесь героической фэнтези, криминального романа и космогонического эссе». Также существует мнение о близости романа философской притче. В. Е. Васильев причислял роман к жанру русского фэнтези, эксплуатирующем идеологему русской идеи в славянофильском смысловом изложении и дохристианском декоре. Виталий Каплан, напротив, отметил, что авторский мир основан на византийском материале, что вообще является редкостью для литературы. Однако он не оценил новаторства замысла А. Лазарчука, счёл повествование слишком затянутым и изобилующим самоповторами из предыдущих романов.
Первое издание — 1998 года, переработанная версия в двух томах вышла в 2001 году. Ирина Андронати характеризовала роман как наиболее фантастическое произведение Лазарчука, основанное на обширной мифологической базе.

## Содержание

### Книга первая
Фэнтезийный мир эпопеи основан на концепции связанных между собой и частично взаимопроникающих миров. В изначальном Мире действуют три главные политические силы: Мелиора, Конкордия и Степь. В этом мире существует магия, боги живут среди людей и невозможны технологии, основанные на плавлении металла, а также огнестрельное оружие. Потребность в металлических изделиях удовлетворяется в кузнях, в которых законы магии ослаблены. Согласно апокрифу, люди пожелали, чтобы законы кузни распространялись на весь мир, и стали просить о том их создателя Ираклемона Строителя. Тот создал в меловых пещерах малый мир, заселённый полупризрачными людьми, и спустя двести лет объявил, что пользы Миру это не принесёт. Так образовалось множество ветвящихся миров, в которых жизнь развивается по собственным законам.
В одном из миров — Велесовой Кузне, то есть нашей реальности, — величайший мелиорский чародей Домнин спрятал от козней врагов дочь кесаря — Отраду. Пропав для Мира, она стала единственным символом возрождения Мелиоры от хаоса: её извечные противники Степь и Конкордия объединились. Войну против Мелиоры ведут изгнанные оттуда чародеи. Отраду в раннем детстве посвятили Белому Льву — магическому артефакту огромной силой; если она отыщется, Белый Лев будет подчиняться только ей, что полностью переменит расстановку сил. На поиски кесаревны отправлен Алексей Пактовий, слав-отважник, что примерно соответствует нашему офицеру войск специального назначения. Алексей — ученик чародея Домнина Истукария, обладающий некоторыми колдовскими умениями. Ему даны карты Филадельфа — магические артефакты, наделяющие способностью хорошо ориентироваться в каждом из миров и необходимыми для выживания навыками. Сама Отрада лишена истинной памяти, а женщина, приставленная к ней (под видом «матери»), умерла при странных обстоятельствах. На Земле кесаревна воспринимает себя Саней Грязновой, студенткой педагогического училища. Алексей устраивается туда военруком и убеждается, что кесаревна подлинная. Далее он представляется ей троюродным братом.
При попытке навестить могилу «матери» происходят необъяснимые события, делающие возвращение в Мир невозможным. Алексею и Сане приходится пройти через ряд миров, непохожих один на другой. В исконном Мире идёт война, ставшая тотальной. Астерий Полибий стремится запустить Механическое диво, после срабатывания которого будет создан иной мир, который уничтожит прежний, и все Кузни. Тем временем Алексей в одном из миров общается с призраком убитой невесты Лариссы, которая сообщает, что Отрада проклята и обречена на гибель в том месте, которое станет ей домом. Алексей просит провести их в Мир, но здесь Отрада попадает в душный колодец, откуда её спасает странное существо Диветохх и возвращает в прежний мир Велесовой Кузни. Она узнаёт, что исчезла на два месяца и считается погибшей при пожаре в общежитии, при котором сгорели все металлические изделия. Вскоре некое бандформирование похищает Александру-Отраду, и Алексей лишь с большим трудом вызволяет её. В минуту слабости они признаются друг другу в чувствах, но позабыв о долге, попадают в Мелиору.

### Книга вторая
Отрада и Алексей не имеют права открыть миру свою любовь, страдают от невозможности быть вместе, но их страдания не кажутся мелкими на фоне тотальной катастрофы. Мелиора проигрывает, но здесь начинается война императора Конкордии с правителем Степи. Степью традиционно правит мёртвый царь (мертвецы в Мире иногда становятся призраками и могут упокоиться, только исполнив определённый долг, как Ларисса). Тем временем Белый Лев бесследно исчезает, и Астерий приходит в дом Пактовиев. Чародей осознал, что был пешкой кого-то ещё более могущественного, и пытается понять, как Алексей избежал смерти. Астерий почти утратил свои способности и погибает при нападении мародёров на поместье. Тем временем война стала бессмысленной и бесконечной. Диво меняет климат, наступает голод, ураганы и цунами. В монастыре Клаориона Ангела монахи создают Малый мир, копирующий Мир большой (микрокосм в макрокосме) и способный влиять на события большого посредством симпатической магии. Алексею чудом удаётся отсрочить гибель Мира, но после землетрясения Мир пересекает трещина, откуда выбираются чудовищные твари. Отрада находится в доме Вандо Перигория, главы северного клана Мелиоры, за сына которого должна выйти замуж. Она испытывает кошмары, из-за которых не смеет засыпать. При попытке побега Отраду захватывают неизвестные посетители, которые доставляют её в очередной странный мир. Там некто, назвавшийся её отцом, рассказывает о подлинном начале мира. Здесь каждый живущий может создать собственный мир. Мелиора, — создание сумасшедшего демиурга, соседа Отца, возжелавшего её в жёны, и смертельно оскорбленного связью с Алексеем. Ему выдадут двойника, а саму Отраду отправляют в некое место, похожее на Эдемский сад. Ей служит собака с лицом женщины, по имени Аски. Отраде её лицо кажется смутно знакомым, но её оставляют кошмары и начинает возвращаться память. Раскрыв очередную ложь, Отрада и Аски добираются до Белого Льва.
В поисках Белого Льва Алексей возвращается в Велесову Кузню, в которой начинается вторжение демонов из преисподней, спровоцированное его действиями. Слава сопровождает Бог — могущественный номосетис, создатель миров. Им нужно скорее спасать Мир, где наступили последние времена и вода стала горька, как желчь. Однако из-за истончившейся границы между мирами, на Механическое Диво обрушивается всей тяжестью танковая колонна, стянутая для подавления вторжения демонов, и разрушает его. Алексей узнаёт, что номосетисы — звери, лишённые сознания, и творящие миры одним фактом своего присутствия. Они нуждаются с людях-слугах, которые заряжаются их способностями, и мстят за это. Белого Льва создал чародей Филадельф, когда захотел создать номосетиса, послушного человеческой воле. Он имеет две ипостаси — прекрасный белый сфинкс и кесаревна Отрада.
На последнюю битву Отрада въезжает верхом на Белом Льве, и встречает на границе миров воинов-азахов, ведомых братом кесаря, Алексея со снайпером из нашего мира, Бога, а также однокурсницу Сани Грязновой, превращённую номосетисом Кафом в обезьяну с лицом девочки. Отрада вспоминает дар, вручённый ей Диветоххом, — формула развоплощения. Она произносит слова мысленно, Белый Лев, связанный с ней телепатически — вслух, а за ним повторяют и все звери, которые Льву подчиняются. После окончательной гибели захватчиков Алексей выводит всех в дом Домнина Истукария. Там спасённые мастерят ладью и готовятся отплыть на материк, выражая уверенность, что отстроят Мир заново.

## Издания
- Кесаревна Отрада между славой и смертью. — СПб. : Азбука, 1998. — 413 с. — (Fantasy). — ISBN 5-7684-0432-5.
- Кесаревна. — СПб. : Азбука, 1999. — 592 с. — (Азбука-fantasy (Русская fantasy)). — ISBN 5-7684-0702-2.
- Кесаревна Отрада между славой и смертью. — М. : ЭКСМО-Пресс, 2001. — Кн. 1. — 445 с. — (Времена выбирают). — ISBN 5-04-008156-1.
- Кесаревна Отрада между славой и смертью. — М. : ЭКСМО-Пресс, 2001. — Кн. 2. — 384 с. — (Времена выбирают). — ISBN 5-04-008157-X.
- Кесаревна Отрада между славой и смертью. — М. : ЭКСМО-Пресс, 2002. — 640 с. — (Времена выбирают). — ISBN 5-04-009167-2.